# قداس أسود

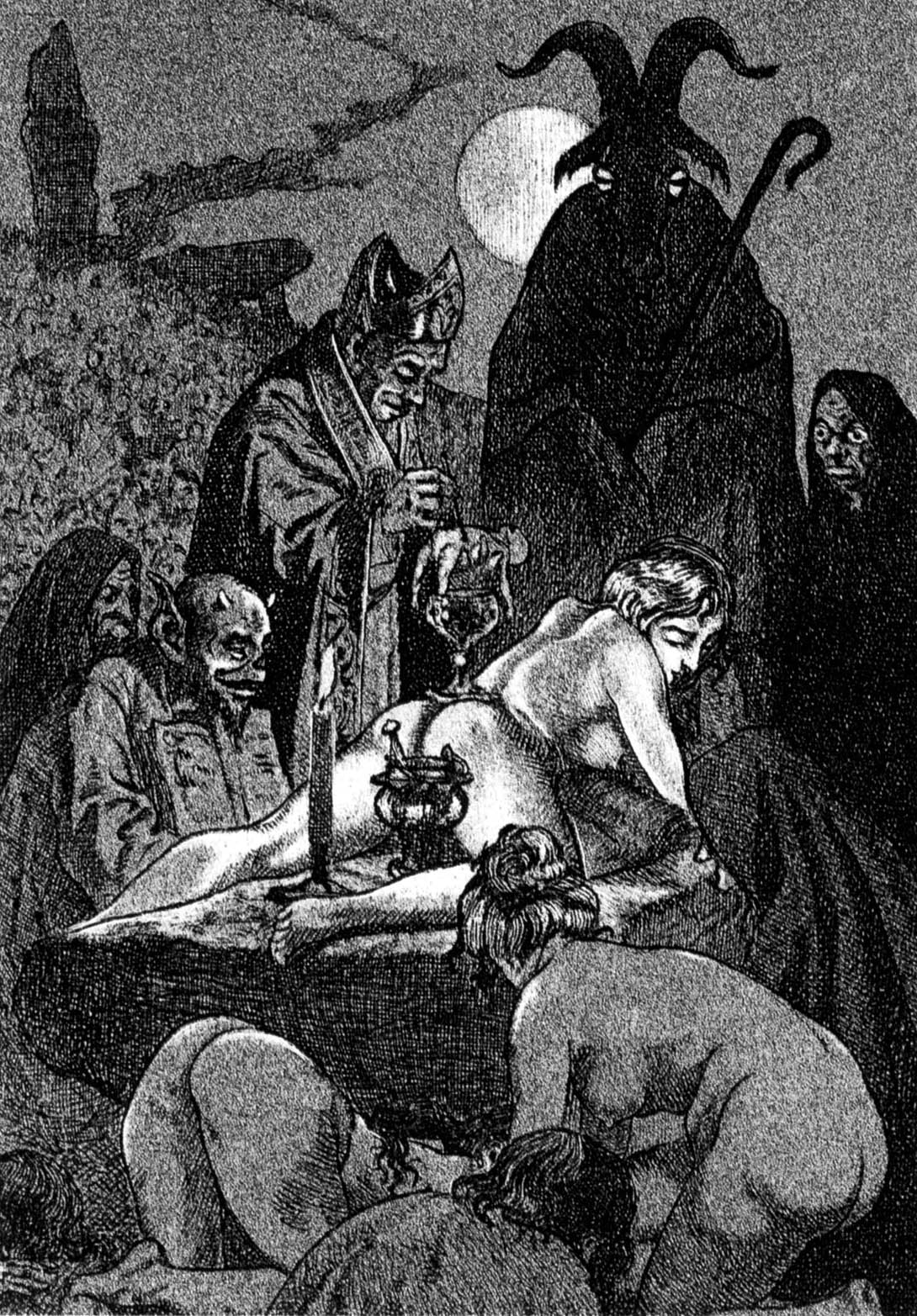
رسم تخيلي لقداس أسود بقلم الرسام مارتن فان مايله

القدّاس الأسود هو مراسم تحتفل بها عادةً مجموعات شيطانية متنوعة. دام وجود القداس الأسود قرونًا عديدة بأشكال مختلفة وهو مبني بشكل أساسي على القداس الكاثوليكي.
لكن الفرق بين القداس الكاثوليكي والقداس الأسود هو أن القداس الأسود يعكس كل شيء في القداس الكاثوليكي، ويقصد أن يستهزئ به. يستعمل المشاركون عادةً خبز القربان المقدس ويدنسونه باستعمال أساليب بذيئة. هذا واحد من الأسباب التي تجعل بعض الكنائس الكاثوليكية تستخدم أقفالًا وبعض الأبرشيات يقف على بابها مرشد قرب طابور القربان. تهدف السياستان إلى حماية الأفخارستيا من ممارسات القداس الأسود.
انتشر ذكر القداس الأسود في القرن التاسع عشر في الأدب الفرنسي، في كتب مثل كتاب الشيطانية والسحر لجول ميشليه وكتاب لا با لجوريه كارل ويزمانز.
بدأت حركات الإحياء الحديثة مع كتاب القداس الشيطاني الذي نُشر في لندن عام 1954، واليوم تمارس مجموعات مختلفة أشكالا مختلفة من القداس الأسود.

## أصول القداس الأسود وتاريخه

### الكاثوليكية المبكرة
تعتبر الكنيسة الكاثوليكية القداس أهم شعيرة دينية، وأنه يعود إلى زمن الرسل الأوائل. وبالعموم، تتبع القداسات الخط العام في قداس الكلمة، ثم جمع الصدقات، ثم الأفخارستيا، ثم التبريك، وهو ما تطور بعد ذلك إلى ما يعرف اليوم بالقداس العام. ولكن مع تأسس المسيحية المبكرة وازدياد نفوذها وانتشارها، صار آباء الكنيسة يصفون مجموعات هرطقية معينة تمارس قداديسها العامة على طرائق خاصة بها. كان لبعض هذه القداديس طبيعة جنسية. ادعى عالم البدَع والهرطقات إبيفانيوس السلاميسي، ابن القرن الرابع بعد الميلاد مثلًا، وجود فرقة غنوصية متزندقة تسمى البوربوريتيين، وأن لها طريقة خاصة من الأفخارستيا يمسحون فيها أيديهم بدماء الحيض والمنيّ، ويتناولونها على أنها دماء المسيح وجسده، على الترتيب. ويدعي السلاميسي أيضًا أنه متى حاضت امرأة من أتباع هذه الكنيسة، كانوا يأخذون دمها المحيضي ويناولونه لكل أتباع الكنيسة حتى يتناولوه ويكون ذلك جزءًا من شعيرة مقدسة.

### تهكمات وإضافات على القداس الجماعي الروماني الكاثوليكي القروسطي
لم تثبت ممارسات القداس العام في الكنيسة تمامًا، وكان في الكنائس أماكن للصلوات السرية بعد انتهاء تقديم الصدقات، يصلي فيها الكاهن صلوات خاصة لحاجات شخصية متعددة. كانت هذه الممارسات شائعة لا سيما في فرنسا. ومع انتشار هذا النوع من الصلوات الفردية في القداس العام، انتشرت مؤسسة القداس الأدنى، حيث يقدم الكهنة خدماتهم في قداسات متعددة ليصلوا لحاجات زبائنهم، مثل المباركة في المحاصيل أو الماشية، أو النجاح في العمل، أو الحصول على الحب، أو لعن الأعداء (من طرق اللعن: إدخال اسم العدو في قداس الموتى، ودفن صورته في التراب). في القرنين الثاني عشر والثالث عشر كثُرت أعداد رجال الدين والكهنة الذين يميلون إلى إقامة هذه القداديس العامة، إذ كان يُرسَل الأبناء الصغار عادة إلى الجامعات الدينية، ثم بعد إتمام دراستهم يجدون هذا وسيلة لكسب الرزق. وفي الكنيسة نفسها كان يغيّر في القداس أحيانا بهدف التهكم عليه في احتفالات كنسية معينة. بعض هذه التهكمات أصبحت هي الممارسات المقبولة في ذلك الزمان، ومنها احتفال تهكمي على القداس يسمى «وليمة الحمير»، فيها يتكلم حمار بلعام (من العهد القديم) ويتلو أجزاء من القداس. ومنها احتفال تهكمي آخر كان يسمى وليمة الحمقى.

## وصلات خارجية
- ميستيكا - قداس أسود (بالإنجليزية)
- معرض صور القداس الأسود - التصويرات التاريخية للقداس الأسود (بالإنجليزية)